# ایمان (فیلم)
ایمان فیلمی به کارگردانی مهدی رئیس فیروز و نویسندگی رئیس فیروز و رضا کریمی محصول سال ۱۳۴۶ است.

## بازیگران
- همایون
- بهروز وثوقی
- سودابه
- ایران قادری
- هوشنگ بهشتی
- میرمحمد تجدد
- لیلا فروهر
- یدالله محمدی‌نژاد
- ساقی